# Capability Brown

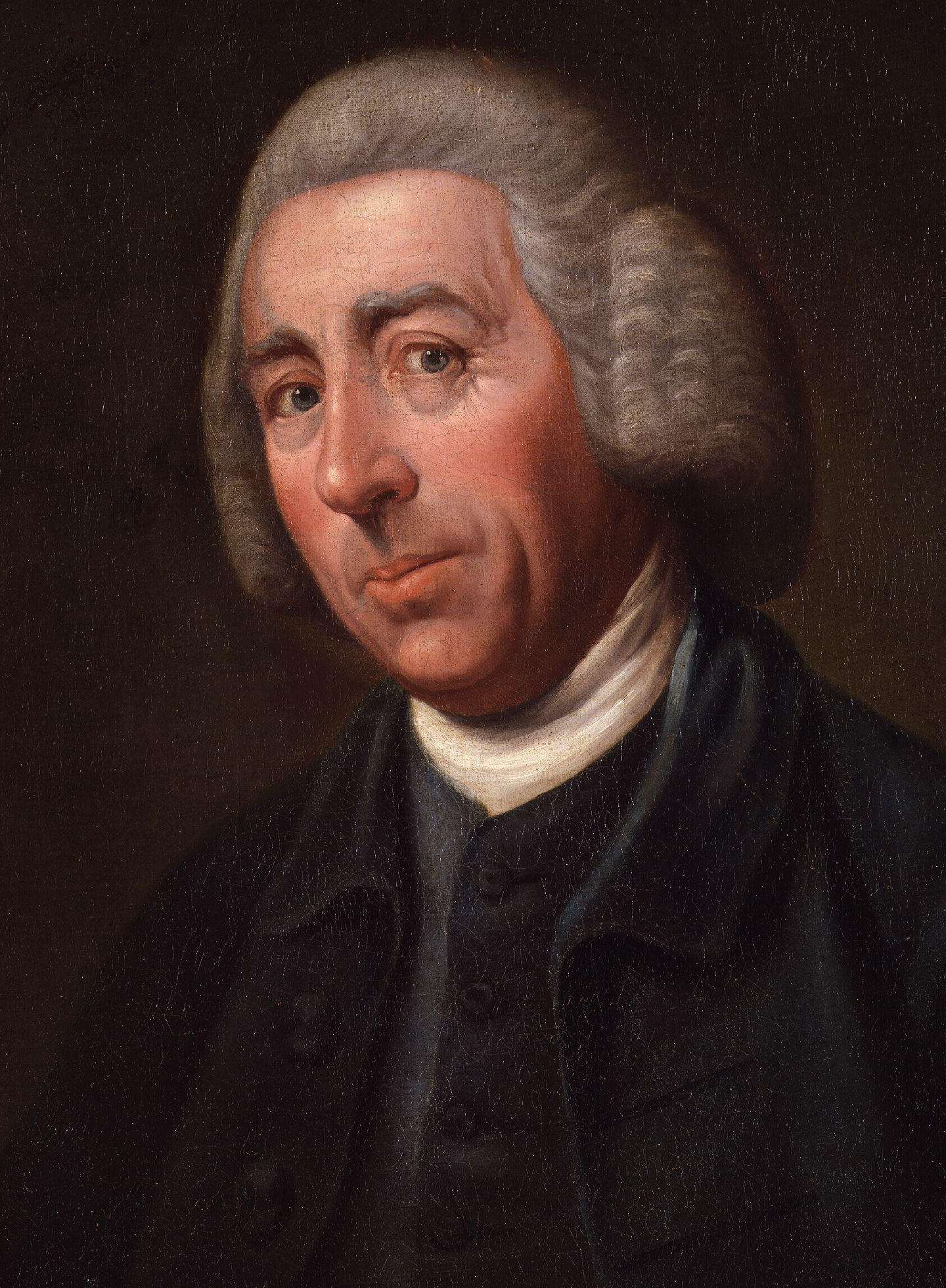
Capability Brown

Capability Brown, eigentlich Lancelot Brown (getauft 30. August 1716 in Kirkharle, Northumberland; † 6. Februar 1783 in London) war ein englischer Landschaftsarchitekt.

## Funktionen
- 1732–39 Gärtner bei Sir William Loraine in Kirkharle Hall
- 1739–41 Gärtner bei Sir Charles Browne in Kiddington Hall
- 1741–51 Gärtner bei Viscount Cobham in Stowe
- 1751–64 Selbständig in Hammersmith
- seit 1764 Königlicher Gärtner in Hampton Court Palace
- seit 1768 Lord of the Manor of Fenstanton.
- seit 1770 High Sheriff of Huntingdonshire.

## Werk

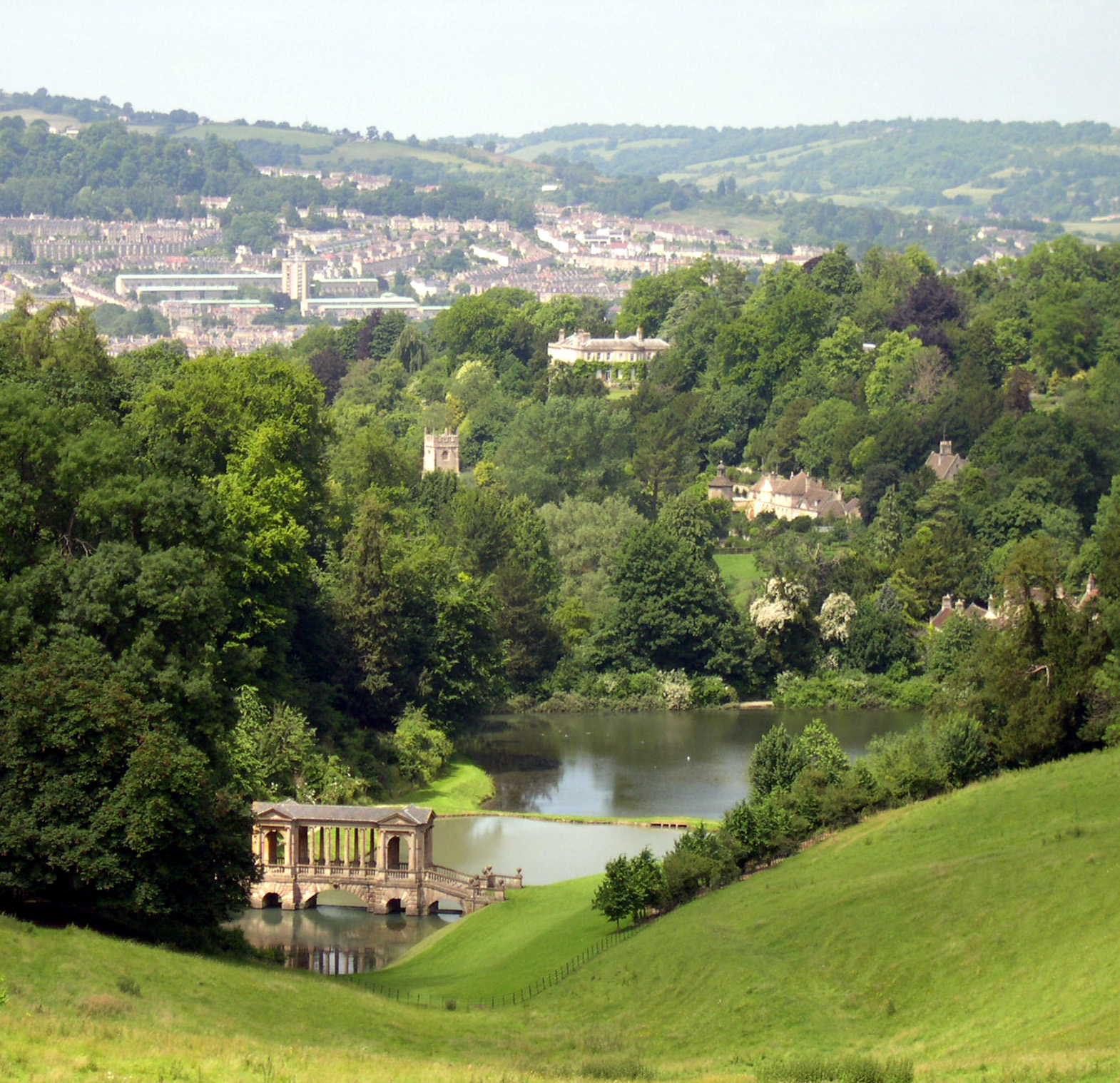
Capability Brown, Prior Park in der Nähe von Bath (ab 1760)

Brown gilt als einer der bedeutendsten Landschaftsarchitekten des 18. Jahrhunderts. Seine eifrigen Bemühungen im Finden von Möglichkeiten (englisch capabilities) zur Umgestaltung vorhandener alter Gartenanlagen im neuen von ihm vertretenen Stil verhalfen ihm zu seinem Beinamen Capability Brown.
In seiner Schaffenszeit war er an über 170 Gartenbauprojekten beteiligt und er hatte maßgeblichen Einfluss auf die Entwicklung der Parks im englischen Stil. Brown war ein Vorreiter des Landschaftsbaus. Seine Gartenwerke gehören zu den ersten, die nicht allein die unmittelbare Umgebung miteinbezogen, sondern weitflächig die umgebende Landschaft integrierten und mitgestalteten; er vollzog den Übergang von der reinen Schlossparkarchitektur zur großflächigen Landschaftsgestaltung. Er benutzte dazu die von William Kent entwickelte Technik der clumps and dots, bei der auf dem weitläufigen Gelände durch einzelne Bäume (dots, Punkte) und Baumgruppen (clumps) ein natürlich malerischer Eindruck erzeugt wird. Riesige Rasenflächen, die von Viehherden niedrig gehalten werden mussten, waren ebenso auszeichnend für sein Werk wie spiegelnde Gewässer und sorgfältig gewählte Farbakzente von Bäumen und Blumen. Um die Tiere von dem unmittelbaren Landgut fernzuhalten, nutzte er eine als Ha-Ha bekannte Grabenkonstruktion.
Brown ging in seiner Garten- und Landschaftsgestaltung von dem aus, was die Natur an Flächen, Gewässern und Ausblicken zu bieten hatte, und gestaltete sie im Sinne des Ideals eines „begehbaren Landschaftsgemäldes“ aus und um, welches dem Auge des spazierenden Betrachters unterschiedliche und abwechslungsreiche Eindrücke bieten sollte. Die angestrebte „Natürlichkeit“ war dabei das Ergebnis sorgfältiger Komposition. Die Ästhetik orientierte sich an der idealen Landschaftsmalerei, wie sie in der Barockzeit etwa Claude Lorrain oder Nicolas Poussin gepflegt hatten, nur dass jetzt nicht mehr „malerische Landschaften“ entdeckt und mittels Pinsel und Leinwand idealisiert, sondern mit Hilfe von Gartenbaukunst und Architektur erst geschaffen wurden. Dazu gehörten auch sparsam eingestreute Staffagebauten wie Brücken, Grotten, Tempelchen oder künstliche Ruinen.
Zu Lebzeiten waren seine Werke nicht unumstritten, zumal ihm viele wertvolle Barockgärten (bzw. formale Gärten) zum Opfer fielen. Der englische Satiriker Richard Owen Cambridge bemerkte einmal, er hoffe, vor Brown zu sterben, damit er den Himmel vor seiner Umgestaltung sehe.
Zu Browns bekanntesten Werken gehören die Gärten von Blenheim Palace, Bowood House, Broadlands, Charlecote Park, Chatsworth House, Croome Court, Highclere Castle, Kew Gardens, Stowe House und Syon House sowie in Deutschland der Park von Schloss Richmond in Braunschweig, entworfen für die britisch-hannoversche Prinzessin Augusta als erster englischer Landschaftsgarten auf dem Kontinent.

## Bilder

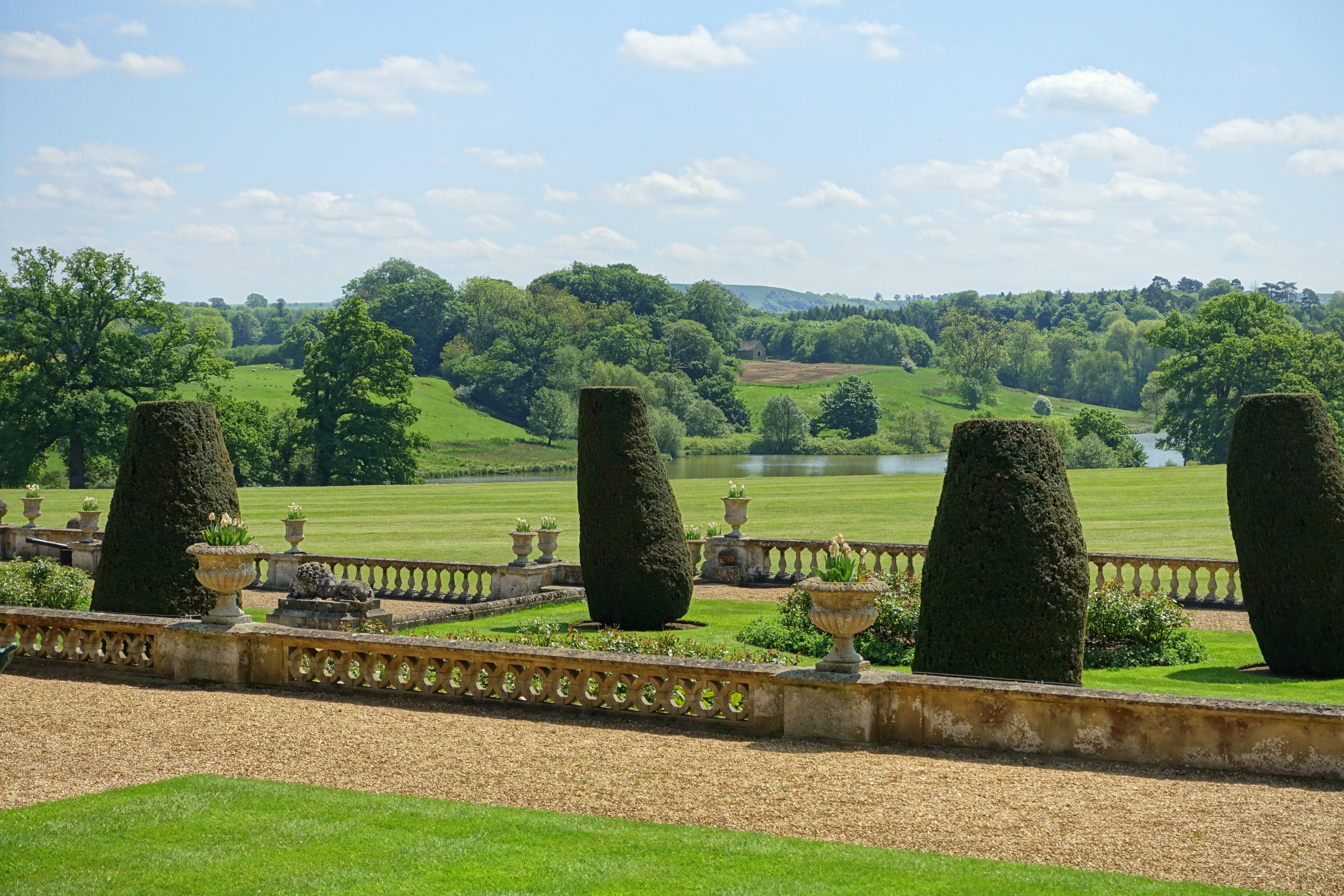
Bowood House Gardens
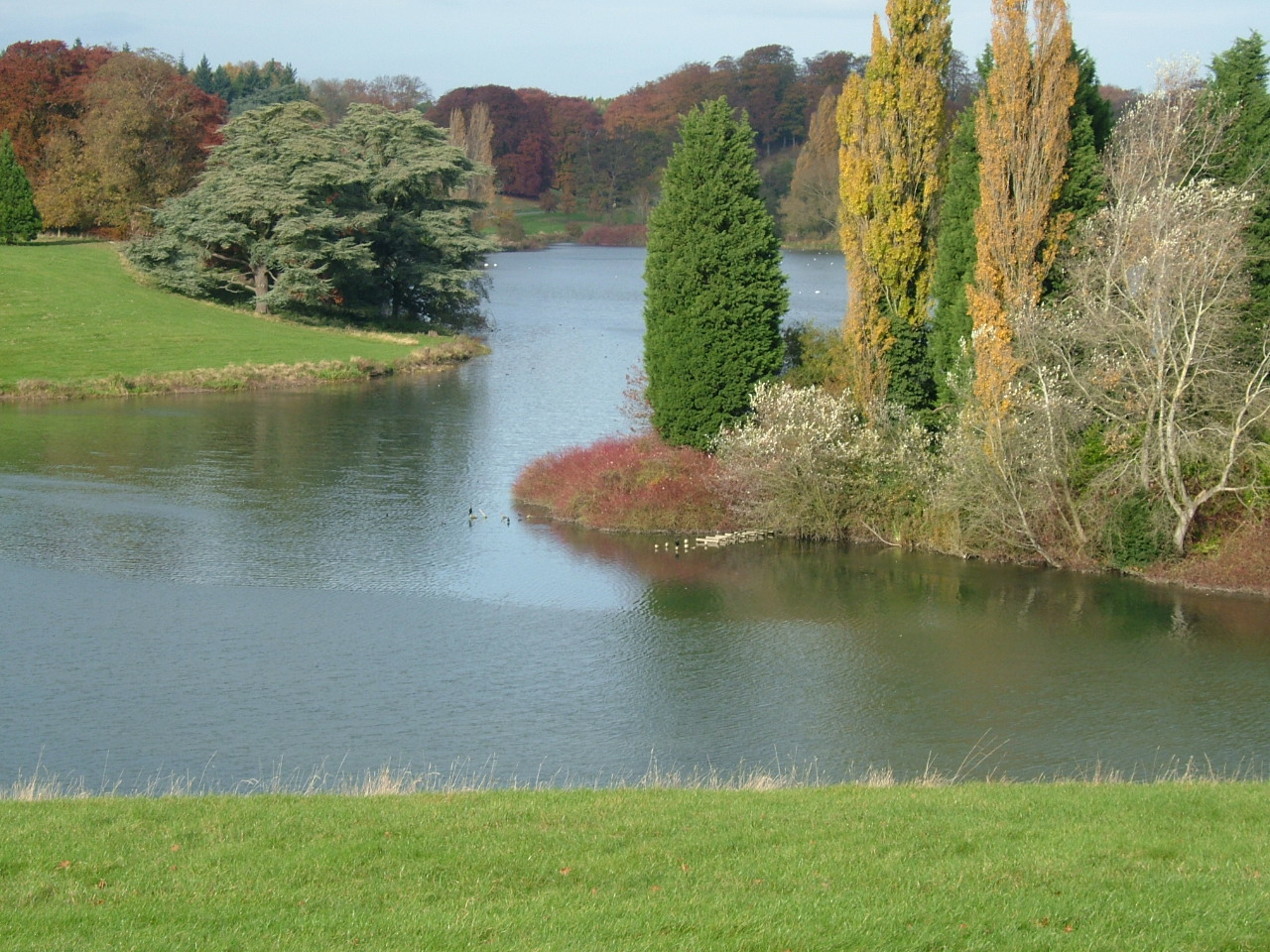
Blenheim Palace, Great Park
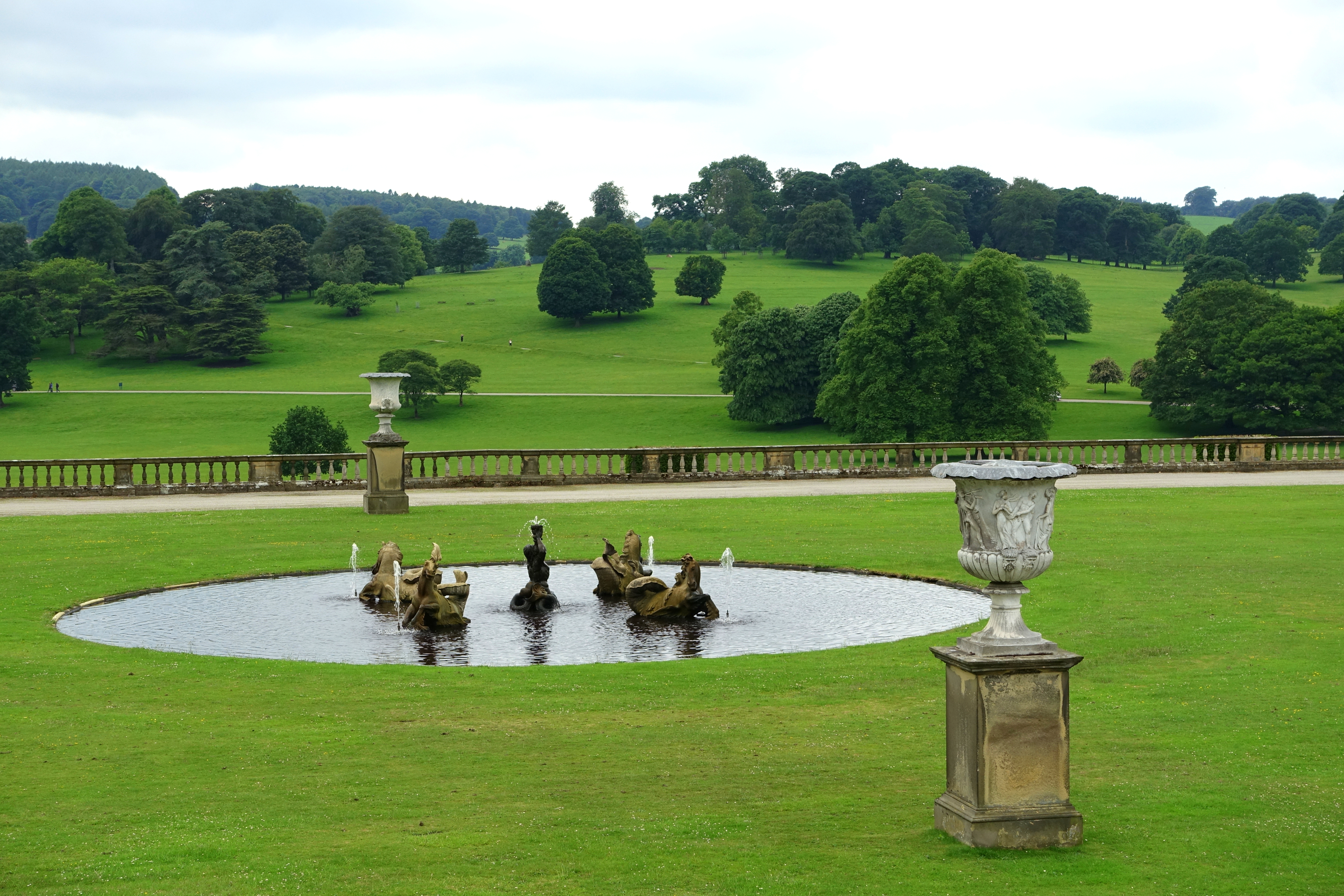
Chatsworth House
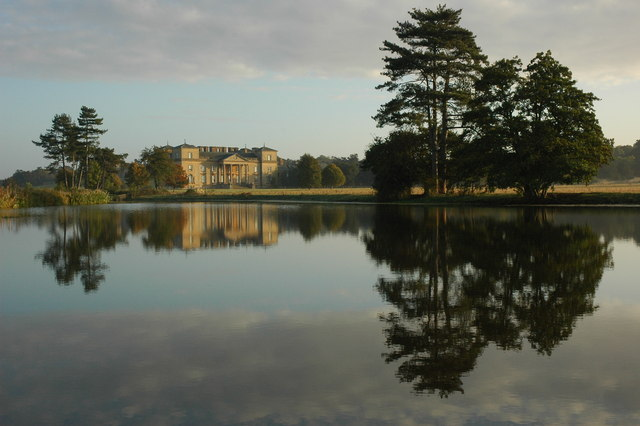
Croome Court
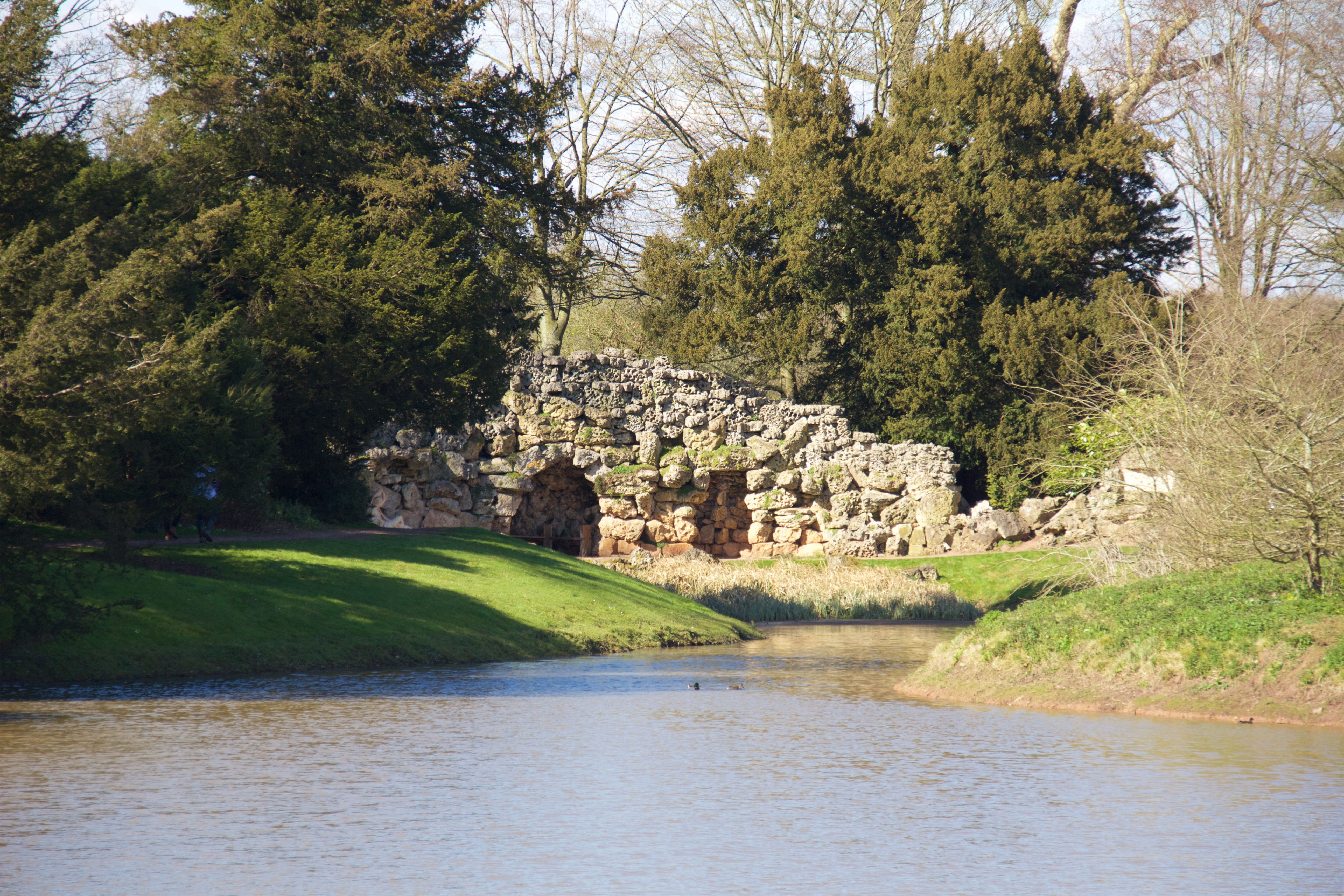
Croome Court
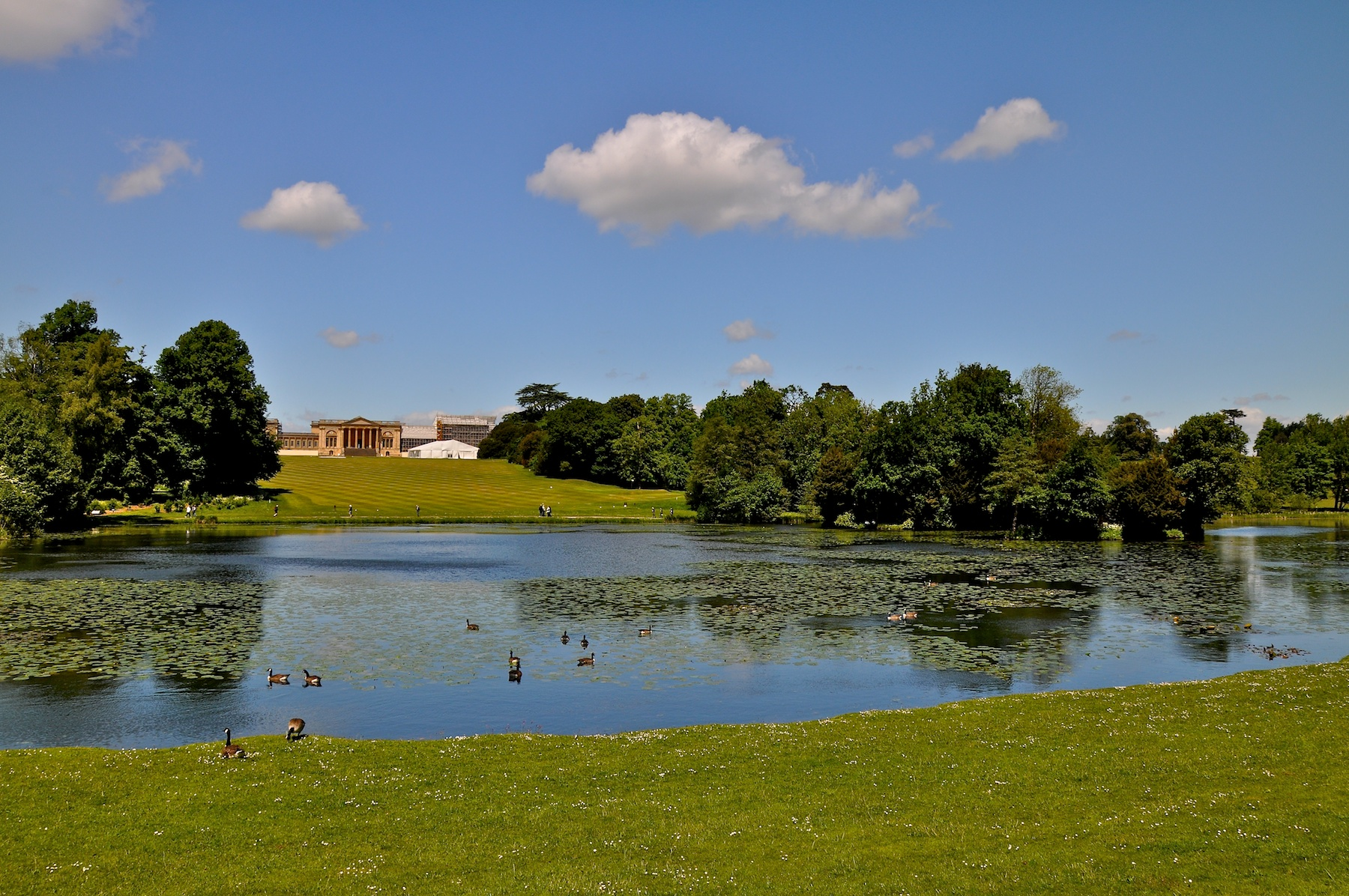
Stowe House
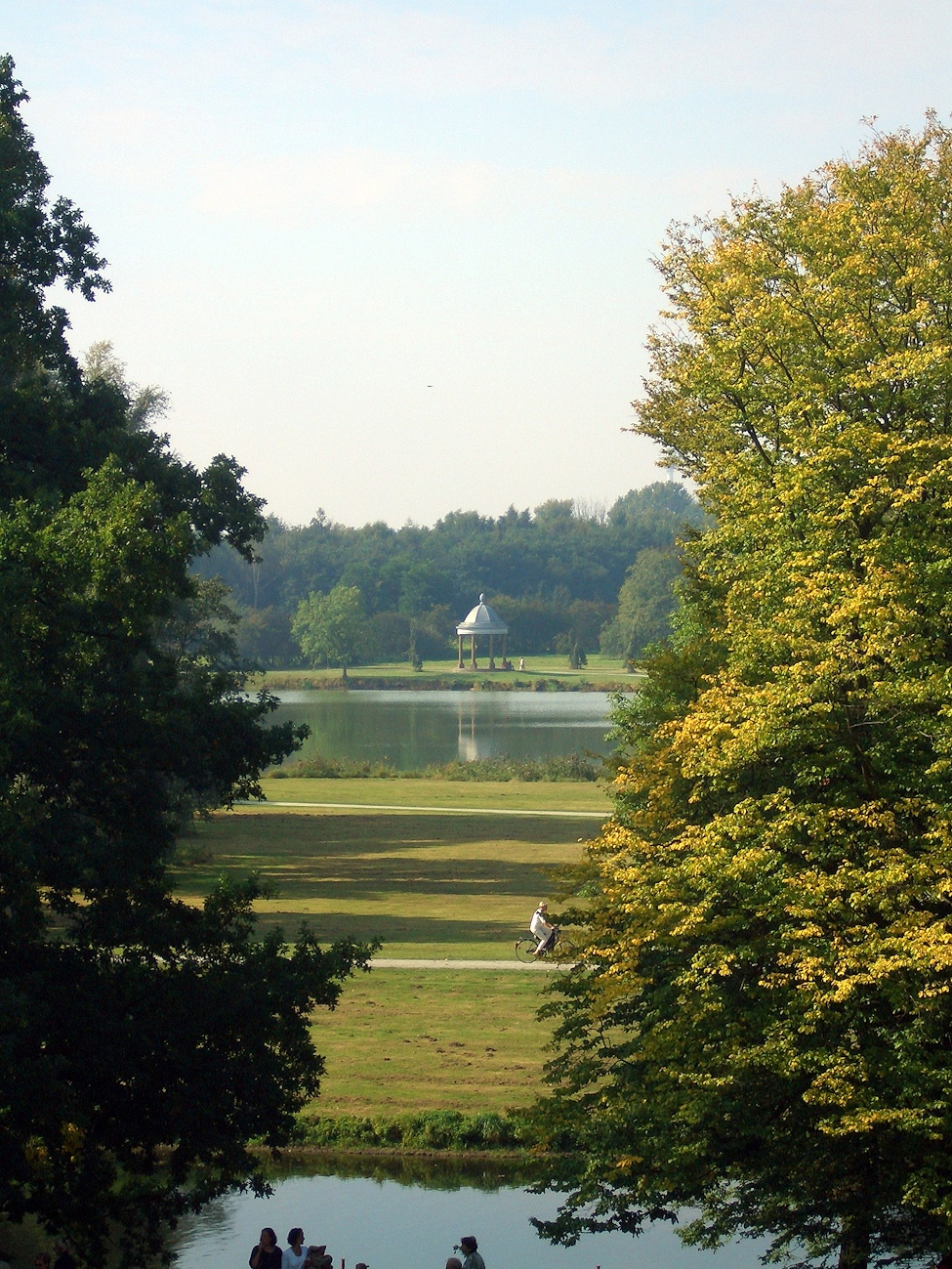
Park von Schloss Richmond, Braunschweig
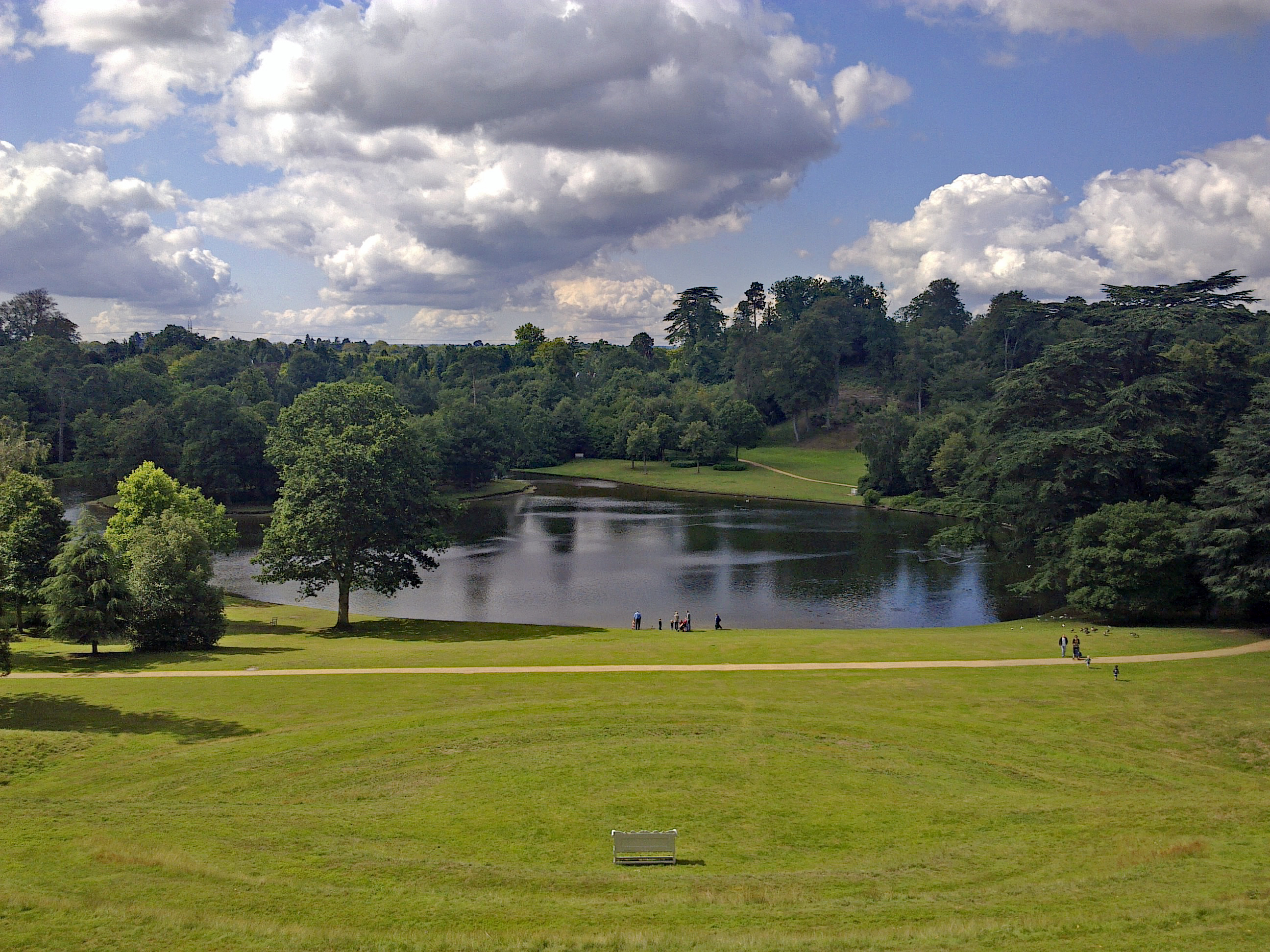
Claremont House
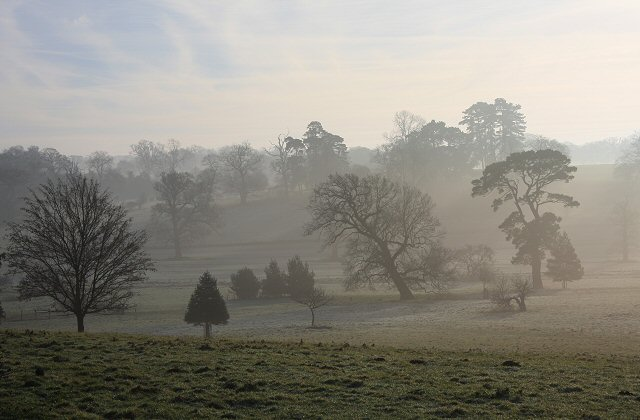
Ickworth House
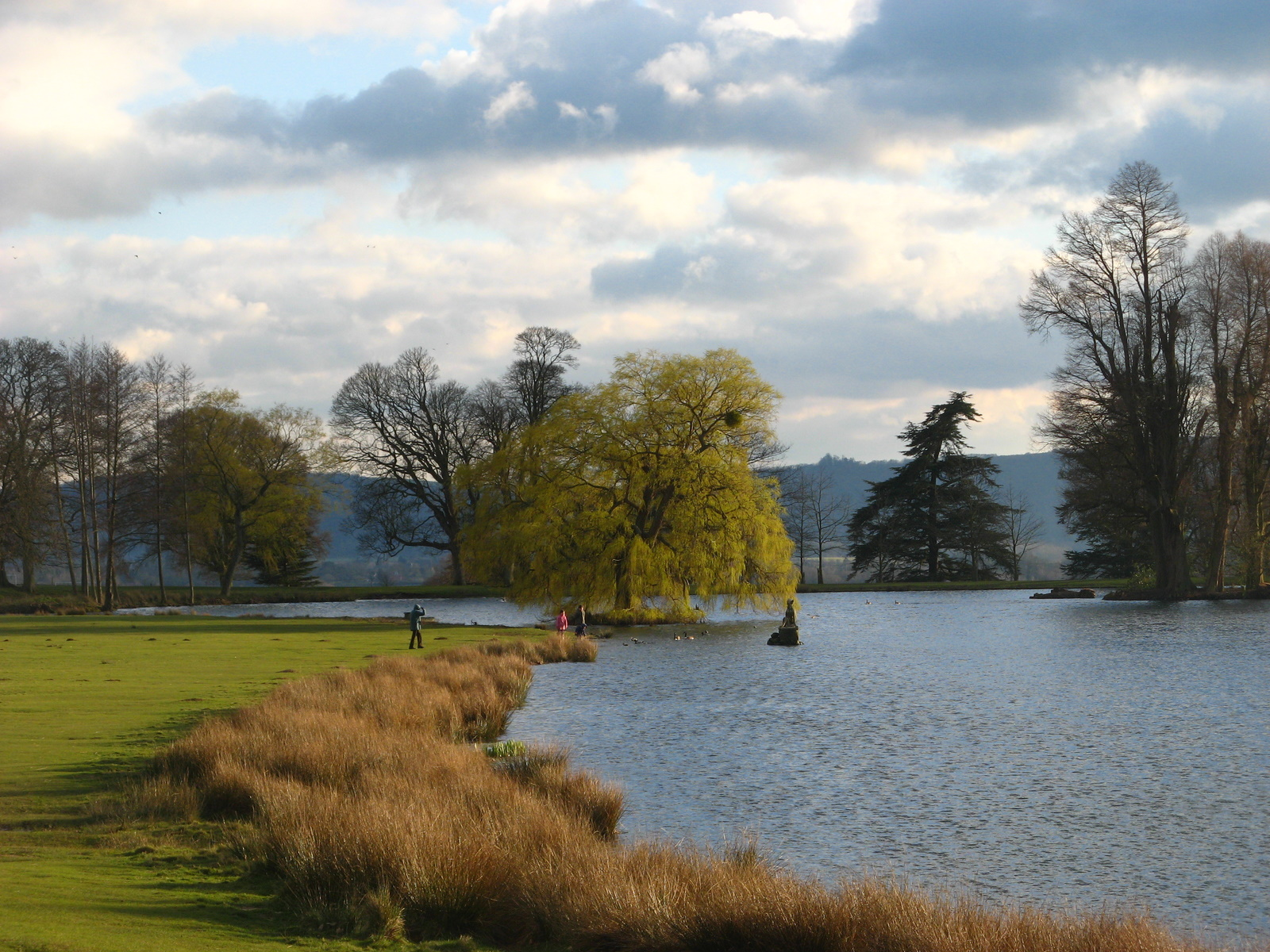
Petworth House
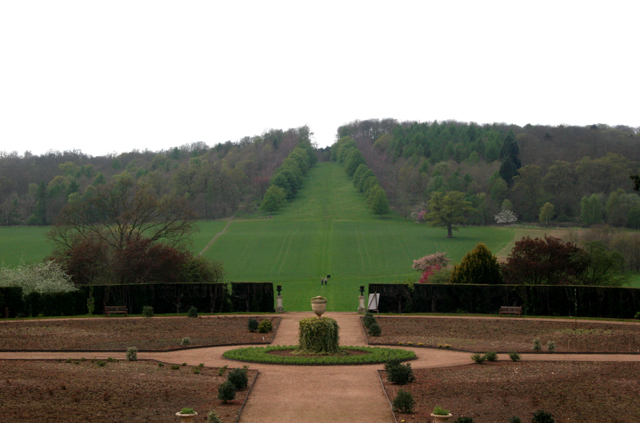
Ragley Hall
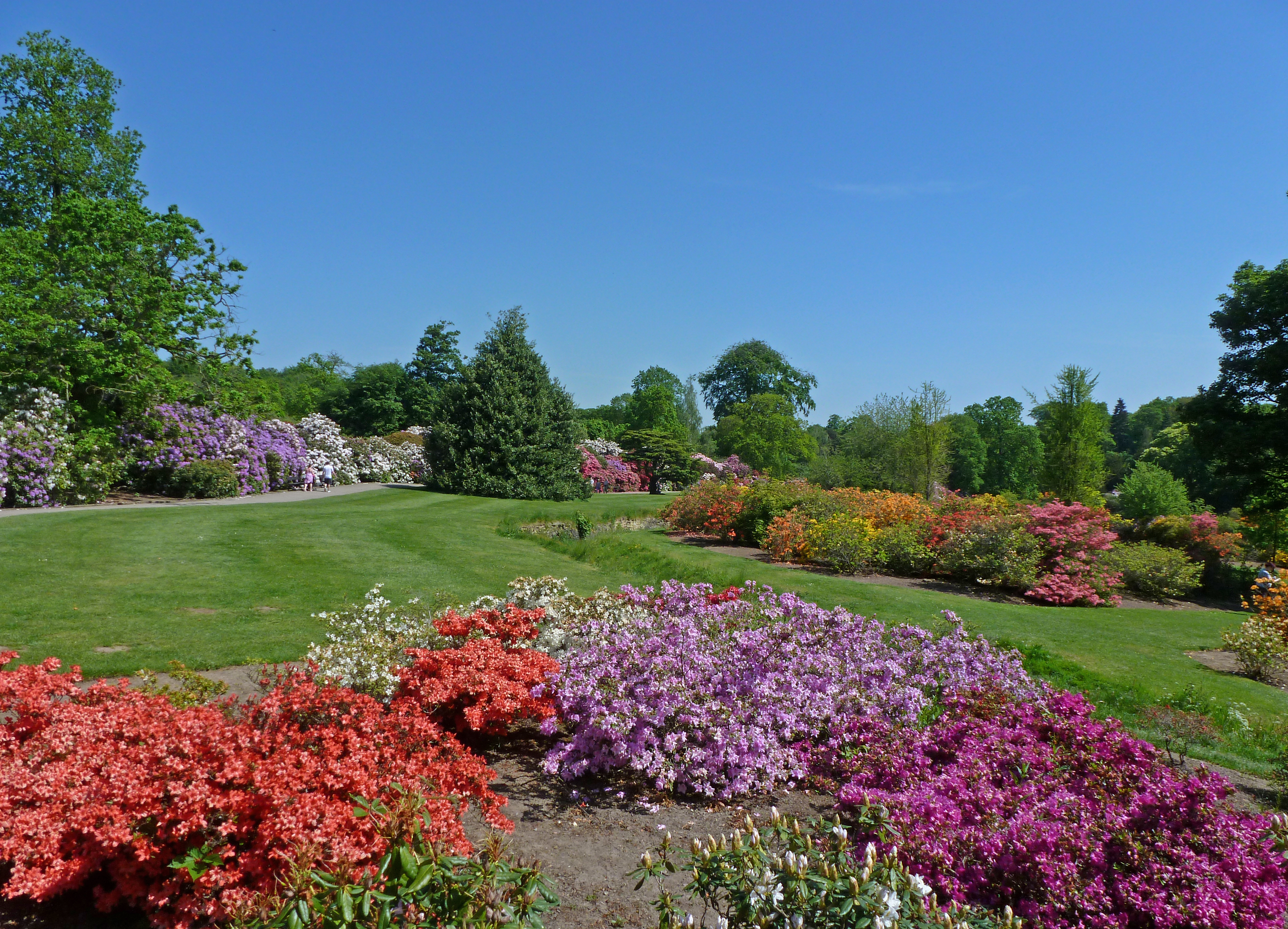
Temple Newsam House, Yorkshire
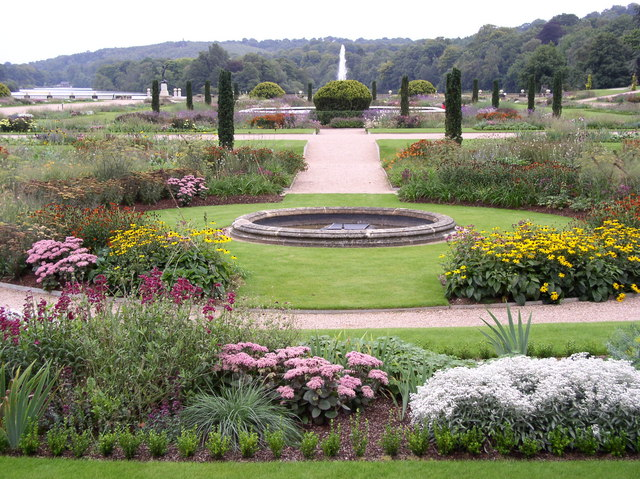
Trentham Gardens, Stoke-on-Trent